# Reductieve aminering
De reductieve aminering (ook bekend als reductieve alkylering) is een organische reactie, meer bepaald een aminering, waarbij een carbonylgroep wordt omgezet tot een amine, met een imine als intermediair. De carbonylgroep is meestal afkomstig van een keton of aldehyde.

## Reactieverloop
Bij deze organische reactie reageert het amine eerst met een carbonylgroep tot een hemiaminal (via een nucleofiele additie), dat vervolgens een molecule water verliest en omgezet wordt tot een imine. Dit proces is een evenwichtsreactie en het evenwicht tussen de carbonylverbinding enerzijds en het imine anderzijds kan verschoven worden naar het imine door verwijdering van het gevormde water. Dit kan door een droogmiddel (magnesiumsulfaat) toe te voegen of door te werken met een Dean-Stark-apparaat. Het intermediair gevormde imine kan vervolgens geïsoleerd worden en gereduceerd worden met een gepaste reductor, zoals natriumboorhydride of lithiumaluminiumhydride. Aangezien hier in twee aparte stappen wordt gewerkt, wordt dit ook wel de indirecte reductieve aminering genoemd.
Het is ook mogelijk om beide processen (de aminering en de reductie) simultaan te laten verlopen. Dit wordt daarom ook de directe reductieve aminering genoemd. De reductie wordt dan uitgevoerd met reductantia die reactiever zijn ten opzichte van imines dan ten aanzien van ketonen. Bovendien moeten deze reductantia stabiel zijn in zuur milieu. Reductoren die hiervoor in aanmerking komen zijn natriumcyanoboorhydride en natriumtriacetoxyboorhydride. Het gevolg hiervan is dat er twijfel is ontstaan omtrent de vorming van het imine: er wordt immers gesuggereerd dat in bepaalde omstandigheden het eerstgevormde hemiaminal zelf wordt gereduceerd, zonder dat het imine gevormd wordt. Een reden hiervoor is dat de afsplitsing van water een thermodynamisch onstabiel proces is wanneer de reactie in waterig milieu wordt uitgevoerd (het evenwicht verschuift naar de zijde van de reagentia).

## Gerelateerde reacties
Een aan de reductieve aminering gerelateerde organische reactie is de Eschweiler-Clarke-reactie, waarbij een (meestal) primair amine wordt gemethyleerd tot een tertiair amine. Verdere vergelijkbare reacties zijn de Leuckart-Wallach-reactie, de Mannich-reactie, de Petasis-reactie en de Mignonac-reactie.

## Biochemische rol
Een welbepaalde stap in de biosynthese van vele α-aminozuren is de reductieve aminering van een α-ketocarbonzuur, hetgeen door het enzym transaminase uitgevoerd wordt. Het proces wordt gekatalyseerd voor pyridoxaminefosfaat, dat na de reactie wordt omgezet in pyridoxaalfosfaat. De eerste stap houdt eveneens de vorming van een imine is, maar de reductie wordt uitgevoerd met gereduceerd pyridine, waarbij een aldimine ontstaat. Dit wordt vervolgens gehydrolyseerd tot een amine.